# Folco de Baroncelli-Javon
Folco de Baroncelli-Javon (Aix-en-Provence, 1º novembre 1869 – Avignone, 15 dicembre 1943) è stato un poeta e allevatore francese, discepolo di Frédéric Mistral, esponente del felibrismo, fu il «padre» del mito camarguese, basato sulle tradizioni della regione della Camargue che egli innovò ispirandosi al Wild West Show di Buffalo Bill, all'epoca del suo passaggio nel sud della Francia.

## Biografia
Nato in Provenza, Falco de Baroncelli-Javon fu battezzato a Avignone, dove vivevano i suoi genitori. Egli discendeva da una famiglia fiorentina che si stabilì in Provenza nel XV secolo, in un palazzo nel centro di Avignone, poi ribattezzato Palazzo Baroncelli (quindi Palais du Roure). La famiglia paterna aveva origini toscane ed era di tradizione ghibellina, e si tramandava il titolo di Marchese di Javon. Nonostante fosse aristocratica, la famiglia parlava il provenzale, che all'epoca era considerata la lingua della gente comune.
Suo fratello era il regista Jacques de Baroncelli, mentre sua sorella Marguerite divenne "regina" del movimento culturale occitano detto felibrismo e sposò il pittore post-impressionista Georges Dufrénoy.
Nel 1895, lou Marquès ("il marchese"), il soprannome con il quale era noto, si trasferì in Camargue. A marzo sposò Henriette Constantin; in occasione del matrimonio Charles Maurras recitò un epitalamo in onore degli sposi. Baroncelli si dedicò all'allevamento di una mandria di bestiame, chiamata Manado sentanco, al Saintes-Maries-de-la-Mer, che egli trasformò in una cittadella delle tradizioni taurine ed equine.
A partire dall'allevamento della razza camarguese di tori e cavalli, Baroncelli codificò la tradizione della Corsa camarghese, stabilì il costume del gardian (il mandriano provenzale), la pratica della ferrade (marchiatura dei tori) e fece realizzare il simbolo della Camargue, ovvero la croce camarguese.
Nel 1905, quando un rodeo show americano visitò Nîmes, ebbe modo di conoscere Joe Hammam e poi Buffalo Bill, al quale offrì i servizi dei suoi gardians in uno spettacolo.
Nel maggio 1908, incontrò la poetessa Jeanne de Flandreysy e se ne innamorò. La loro relazione fu breve, ma la loro amicizia costituì una tappa importante nella vita di Baroncelli. Dopo la guerra, fu lei che lo incoraggiò a scrivere racconti e poesie, divenendo così un esponente di rilievo del felibrismo.
Il 16 settembre 1909, creò la Nacioun gardiano, per conservare le tradizioni della Camargue, un'associazione che peraltro mobilitò i gardians nelle cerimonie pubbliche. Fu anche fondatore del Coumitat Vierginen, per la conservazione dei costumi provenzali, e del periodico Aiòli, organo dei giovani felibri che riuniva Frederic Amouretti, August Marin e Charles Maurras, sostenitori del Regionalismo occitano.
Egli difese anche le tradizioni delle minoranze e ripropose il culto di una santa gitana, Sara la Nera, patrona degli zingari.
Baroncelli fu profondamente colpito dalla carneficina della prima guerra mondiale e divenne così un fervente antimilitarista; sostenne inoltre il locale sindaco comunista e partecipò alla guerra civile spagnola dalla parte dei repubblicani.
Il suo ranch fu occupato dalle truppe tedesche nel 1943. Malato e disorientato, morì a Avignone nel dicembre 1943.

## Opere
- Blad de Luno (Grano di Luna), préface de Frédéric Mistral, Paris (Lemerre) et Avignon (Roumanille), 1909, raccolta di poemi bilingue provenzale-francese.
- Babali, Nouvello prouvençalo, préface de Frédéric Mistral, Paris (Lemerre) et Avignon (Roumanille), bilingue provenzale-francese, 1910, 33 illustrations, 8 reproductions d'aquarelles inédites de Ivan Pranishnikoff, Teissère de Valdrôme, Roux-Renard, Morice Viel et 4 lettrines de Louis Ollier
- L'élevage en Camargue Le Taureau, Tain-Tournon, ed. Union Générale des Rhodaniens, 1931.
- Souto la tiaro d'Avignoun - Sous la tiare d'Avignon, Société Anonyme de l'Imprimerie Rey, Lyon, 1935.
- Recueil de poèmes bilingue français-provençal contenant : Les deux veuves ; Préface ; La cavale de Grégoire XI ; Le nombre 7 et la Provence ; Le jour de la Saint-André (30 novembre) et les Pénitents gris d'Avignon ; Politesse provençale ; La Madone du Château de Bellecôte ; La chèvre d'or ; La chasse au perdreau en Camargue ; Les chevaux camarguais ; Le grand loup ; Bauduc ; La Madone de l'hôtel de Javon ; Valence, cité cavare et provençale.